# یوشیهیده کیریو
یوشیهیده کیریو (انگلیسی: Yoshihide Kiryū؛ زادهٔ ۱۵ دسامبر ۱۹۹۵) یک دونده اهل ژاپن است. از افتخارات وی میتوان به کسب مدال نقره ۱۰۰×۴ متر امدادی در بازی‌های المپیک تابستانی ۲۰۱۶ اشاره کرد.